# 233年
| 千纪： | 1千纪                                                                                           |
| 世纪： | 2世纪 \| 3世纪 \| 4世纪                                                                         |
| 年代： | 200年代 \| 210年代 \| 220年代 \| 230年代 \| 240年代 \| 250年代 \| 260年代                       |
| 年份： | 228年 \| 229年 \| 230年 \| 231年 \| 232年 \| 233年 \| 234年 \| 235年 \| 236年 \| 237年 \| 238年 |
| 纪年： | 癸丑年（牛年）；曹魏太和七年，青龙元年；蜀汉建兴十一年；东吴嘉禾二年                            |

## 大事记
- 吳大帝孫權遣使張彌、許晏前往遼東太守公孫淵處送書信，封淵為燕王，公孫淵殺吳國使者將首級送於曹魏，魏明帝曹叡封他為大司馬、樂浪公，孫權欲興兵爭伐公孫淵，被陸遜勸阻而罷。
- 蜀汉马忠平定庲降(今云南曲端境内)豪帅刘胄起事。
- 魏轲比能楼烦之战。

## 各国领袖

### 亞洲
- 中國（三国）
  - 蜀漢皇帝：后主刘禅（223年－263年）
    - 蜀漢丞相：诸葛亮（221年－234年）

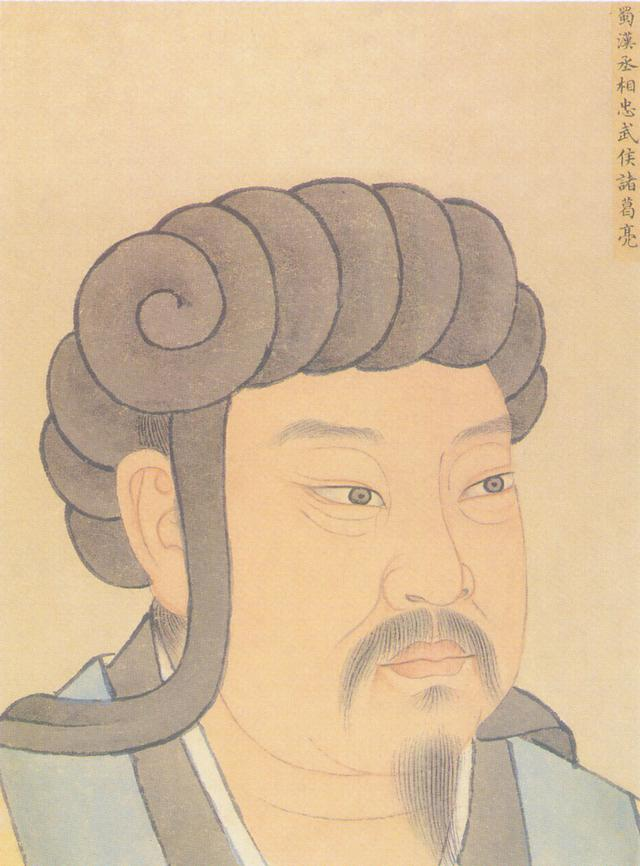
诸葛亮

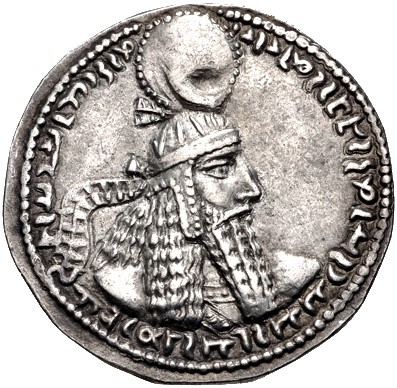
阿尔达希尔一世

  - 曹魏皇帝：魏明帝曹叡（226年－239年）
  - 孙吴皇帝：吴大帝孙权（222年－252年）
- 拓跋部 - 拓跋力微, 鲜卑大人（219年－277年）
- 小种鲜卑 - 轲比能, 鲜卑大人（190年－235年）[1]
- 日本- 神功皇后（攝政，200年－270年）
- 泰米尔哲罗王朝 - Yanaikat-sey Mantaran Cheral（201年－241年）
- 亚美尼亚- 梯里达底二世（英语：Tiridates II of Armenia）, 亚美尼亚王（217年－252年）
- 朝鲜半岛 (朝鲜三国)
  - 百济 - 仇首王, 百济王 （214年－234年）
  - 伽耶 - 居登王, 伽耶君主（199年－259年）
  - 高句丽 - 东川王, 高句丽王（227年－248年）
  - 新罗 - 助贲尼師今, 新罗王（230年－247年）
- 伊比利亚 - Vache, 伊比利亚国王（216年－234年）
- 贵霜帝国 - Kanishka II, 贵霜君主（c.226年－240年）
- 波斯萨珊王朝 – 阿尔达希尔一世, 波斯国王（224年－241年）

### 欧洲

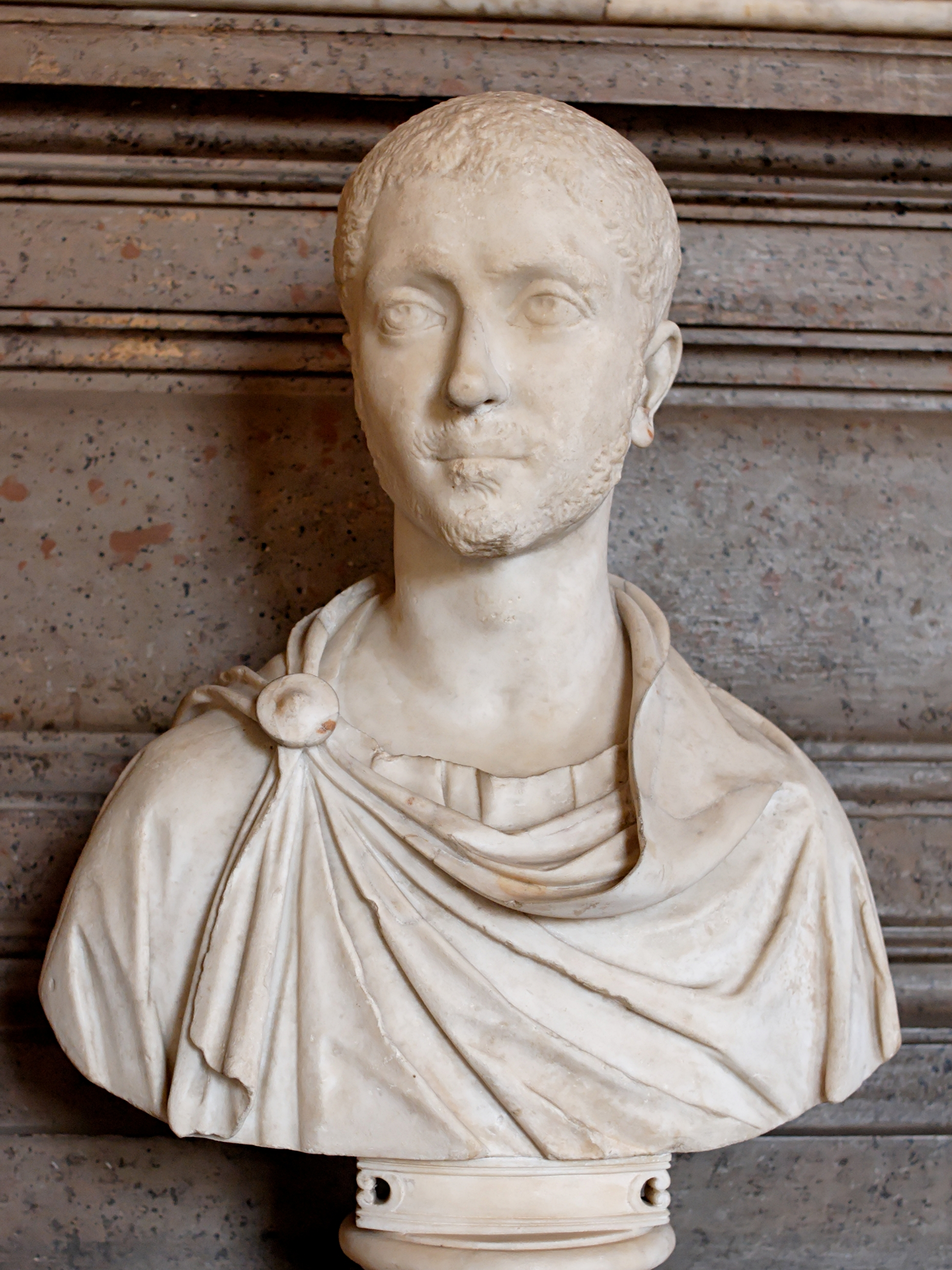
亚历山大·塞维鲁

- 罗马帝国（塞维鲁王朝）- 亚历山大·塞维鲁（222年－235年）

### 非洲
- 库施王朝 - 不知名国王，（225年－246年）

## 出生
- 陈寿， 西晋史学家，《三国志》的作者（297年逝世，64歲）。